# Jokasta (imię)
Jokasta (gr. Iokaste) – imię żeńskie pochodzenia greckiego.

## Znane osoby o tym imieniu
- Jokasta – postać mitologiczna